# アントニーノ・ガッロ
アントニーノ・ガッロ（Antonino Gallo, 2000年1月5日 - ）は、イタリア・パレルモ出身のサッカー選手。USレッチェ所属。ポジションはディフェンダー。

## 経歴
2000年1月5日、イタリア・シチリア州パレルモに生まれた。USチッタ・ディ・パレルモの下部組織で育ったが、2019年にクラブが倒産。同年7月25日にセリエAのUSレッチェに加入した。
2020年1月21日、セリエCのヴィルトゥス・フランカヴィッラ・カルチョに期限付き移籍で加入した。
2020-21シーズンからはセリエBに降格したレッチェに復帰すると、復帰2年目の2021-22シーズンにクラブはリーグを制覇して昇格。2022年8月13日に行われた2022-23シーズン開幕節のFCインテルナツィオナーレ・ミラノ戦で先発に名を連ね、セリエAにデビューした。

## 人物
- 妻エステファニー・ジャコマッシ（Stephanie Giacomazzi）の父親は元ウルグアイ代表でレッチェなどに所属したギジェルモ・ジャコマッシ（英語版）である[4]。

## タイトル
パレルモ
- カンピオナート・プリマヴェーラ2（イタリア語版）：2017-18（ジローネB）
- スーペルコッパ・プリマヴェーラ2（イタリア語版）：2018

レッチェ
- セリエB：2021-22